# 윤영원
윤영원 (1919. 4. 20. ~ 1986. 6. 22.) 본관은 칠원 윤씨, 애국지사. 독립유공자. 농촌지도소(現 농업기술센터) 웅천읍지소장
1939년 6월 충청남도 예산군 예산교회 김회운 전도사와 예산농업학교 학생 8명이 비밀결사대 예농속회를 조직하였다. 조선 독립을 목적으로 한 비밀결사대 예농속회는 5대 강령을 만들어 활동하였으며, 조선국가와 조선청년가를 작곡하여 부름으로써 독립의식을 고취하였다. 또한 대동단결의식이 매우 강하게 응집된 비밀결사였다. 조직도를 보면 윤영원 지사가 학생 대표이면서 속장을 지냈다. 1941년 예농을 졸업한 후에는 각기 임지에서 독립운동을 하였으며, 윤 지사는 수원에서 활동을 하였다. 1942년 7월 일본 경찰의 불심검문으로 체포되었으며 온갖 고초를 당하였고, 악랄한 고문과 취조에 비밀결사대의 전모가 밝혀짐에 따라 대원이 모두 체포되었다. 예농속회 대부분 치안유지법 위반으로 구속 수감이 되었다. 윤 지사는 본인 신문 15회와 대원들의 신문 받을 때 마다 받은 신문이 60 여 회를 받았다. 신문 받은 것을 합하면 윤 지사는 무려 75회의 신문을 받았다. 질곡을 형언 할 수 없었다고 생전 증언하셨다. 징역 2년 집행유예 3년을 선고받고 1943년 6월 4일 1년여의 옥고를 치르고 풀려났다.
대한민국 정부는 2022년 윤영원에게 건국포장을 추서하여 8월 15일 광복절 기념식에서 그의 아들 윤종필에게 전달하였다.
해방후, 대천농업고교 교사로 잠시 재직하였다. 농촌근대화물결인 농촌진흥기관으로 농촌지도소가 시군단위 발족이 되었다. 지사는 국가공무원 농촌지도원보(9급)시험에 합격하였다. 보령군농촌지도소 웅천읍지소장(6급)으로 재직중 퇴임을 하였다. 고향에서 농업경영을 하면서 녹색혁명의 지도자로 활약을 하여 상록수로 회자되었다. 윤 지사는 고초의 후유증 지병으로 사망했다. 대전현충원 독립유공자 제7묘역에 안장되었다. 2022년 8월 15일 건국포장이 추서되었다.

◇. 예산속회 5대 강령
1. 조선 민족정신을 잊지 말 것
2. 조선어를 연구, 사용할 것
3. 조선민족의 단결을 굳게 할 것
4. 비밀을 엄수하고 동지를 많이 모을 것
5. 조선 민족의 행복을 도모하기 위해 민족의식을 앙양할 것
◇. 조선국가
금수강산 鷄林半島(계림반도) 내 사랑하는 곳
억천만년 무궁토록 그 이름 빛내리
무궁화 화려한 이 강산에 청년들아
무궁화 화려한 이 강산에 청년들아
우리 跡後(적후)들아

◇. 조선청년가
1. 백두산 장한 기세 타고난 우리
무쇠 같은 팔다리 움직이나니
설움아 탄식아 물러가거라
반만년 꽃동산을 다시 빛내자

2. 굳셈과 날램은 우리 것이니
세상에 겁낼 것 없네 이 천만 한마음으로 횃불을 들어
조선 하늘에 동을 트이세

3. 굳세라 참다워라 씩씩하여라
우리는 조선에 억센 젊은이 삼천리 금수강산 좋은 곳에
이 인생 젊어 뛸 때 조선도 告하네
참고문헌)
예농속회 윤영원의 독립운동 유공 수훈과 생애 고찰(2023, 윤경수)
국사편찬위 한국사데이타베이스. 윤종필의 가승

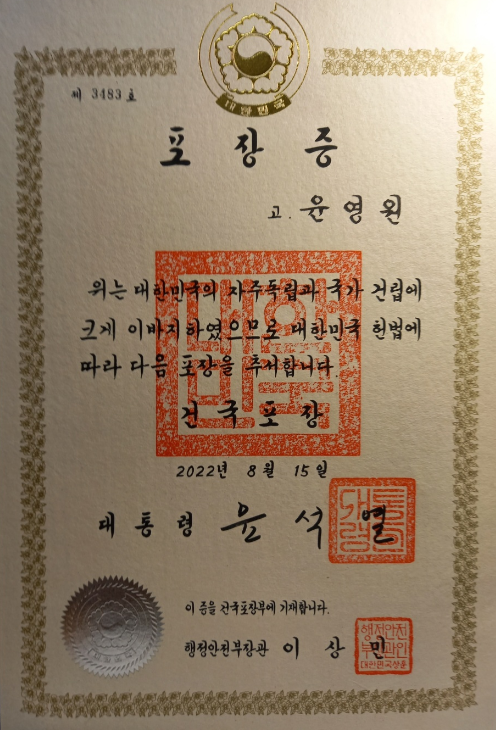
건국포장-윤영원

충남향토연구회(2023). 칠갑문화(2023). 애향(2023)